# 慕容韜
慕容韬（?—?），是十六国西燕将领。慕容恆的弟弟。
慕容韬官至护军将军。386年，仆射慕容恆、尚书慕容永袭杀篡位慕容冲的段随。立宜都王慕容桓的儿子慕容顗为燕王，率领鲜卑四十多万人离长安东去。慕容韬诱骗慕容顗，在临晋杀了慕容顗。慕容恆很愤怒，丢下慕容韬离开。慕容永与武卫将军刁云率领兵众攻打慕容韬，慕容韬战败，逃奔到慕容恒的军营。